# سردار اوزکان
سردار اوزکان (انگلیسی: Serdar Özkan؛ زادهٔ ۱ ژانویهٔ ۱۹۸۷) بازیکن فوتبال اهل ترکیه است.
از باشگاه‌هایی که در آن بازی کرده‌است می‌توان به باشگاه فوتبال آنتالیااسپور، باشگاه فوتبال گالاتاسرای، باشگاه فوتبال الازیغ‌اسپور، باشگاه فوتبال آنکاراگوچو، باشگاه فوتبال سیواس‌اسپور، باشگاه فوتبال بشیکتاش، باشگاه فوتبال سامسون‌اسپور، باشگاه ورزشی استانبول‌اسپور، و باشگاه فوتبال اسکی‌شهراسپور اشاره کرد.
وی همچنین در تیم‌های ملی فوتبال جوانان ترکیه، Turkey national under-17 football team، جوانان ترکیه، Turkey national under-19 football team، زیر ۲۱ سال ترکیه، و ترکیه بازی کرده‌است.